# Onitis siva
Onitis siva es una especie de escarabajo del género Onitis, familia Scarabaeidae. Fue descrita científicamente por Gillet en 1911.
Se distribuye por la región Oriental. Habita en India (Guyarat, Arunachal Pradesh, Kerala, Rayastán, Tamil Nadu, Uttar Pradesh).